# Paradise Sorouri
 (avril 2018).
Paradise Sorouri, née à Ispahan en Iran, est considérée comme la première rappeuse afghane.

## Biographie
Paradise Sorouri est née en exil à Ispahan en Iran. Au début des années 2000, elle rentre en Afghanistan avec sa famille. Elle et son compagnon Ahmed, surnommé "Diverse", se rendent au Tadjikistan et y enregistrent plusieurs chansons. Elle chante pour la liberté des femmes en Afghanistan. Elle dénonce les violences faites aux femmes et leurs conditions de vie. Elle a subi des menaces de mort et des attaques physiques pour sa musique et son activisme.